# Are You Dead Yet?
Are You Dead Yet? je páté studiové album finské metalové skupiny Children of Bodom. Vydáno bylo v roce 2005 vydavatelstvím Spinefarm Records.

## Seznam skladeb
1. „Living Dead Beat“ – 5:18
2. „Are You Dead Yet?“ – 3:54
3. „If You Want Peace… Prepare for War“ – 3:57
4. „Punch Me I Bleed“ – 4:51
5. „In Your Face“ – 4:16
6. „Next in Line“ – 4:19
7. „Bastards of Bodom“ – 3:29
8. „Trashed, Lost & Strungout“ – 4:01
9. „We're Not Gonna Fall“ – 3:17